# ブリス・ポゼ
ブリス・ポゼ（Brice Pauset、1965年6月17日 - ）は、フランスの作曲家。

## 経歴
ブリス・ポゼは、ブザンソン生まれ、幼少時から音楽教育を受け、5歳でピアノを、8歳でヴァイオリンを学びはじめた。
1975年から1984年までブザンソン地方音楽院で、ピアノ、ヴァイオリン、チェンバロ、室内楽、教育学、和声、対位法など、本格的に音楽を学んだ。次いで、ブローニュ＝ビヤンクール地方音楽院に移り、作曲と電子音楽を、ミシェル・ズバー (Michel Zbar) の下で学び、ピアノをジェラール・フレミーやクロード・エルフェらに学んだ。同じころに、音楽と並行して、パリ第1大学（ソルボンヌ）やルーヴェン・カトリック大学で哲学を学び、1986年に博士号を得た。1988年に、パリ国立高等音楽・舞踊学校に入学を認められ、作曲と管弦楽法をミシェル・フィリポとジェラール・グリゼーの下で学ぶ。1988年から1991年の間は、シエーナにも赴き、フランコ・ドナトーニにも師事した。1994年には、マルセル・ブルースティン＝ブランシェ職業財団の奨学資金を受けた。1994年から1996年まで、IRCAMで研究に従事した。
チェンバロはグスタフ・レオンハルトから個人教授を受けた。さらに、アラン・バンキャール、アンリ・デュティユー、ブライアン・ファーニホウ、ミカエル・ジャレルにも師事した。
2008年にフライブルク音楽大学の教授となり、各地で講義や講演を行なうとともに、ピアニスト、チェンバロ奏者として演奏活動もしている。
2010年から2015年まで、ディジョンのディジョン歌劇場 (Opéra de Dijon) のコンポーザー・イン・レジデンスである。

## おもな作品
ポゼは、様々なジャンルの作品を、合わせて80曲以上作曲している。

### 交響曲
- 交響曲第4番 独奏ピアノとオーケストラのための『地理学者 (Der Geograph)』（2006年）
- 交響曲第5番 大オーケストラのための『ダンサー (Die Tänzerin)』（2008年）
- 交響曲第6番 オーケストラと6人の歌手、エレクトロニクスのための『凍りついた影 (Erstarrte Schatten)』（2009年）

### その他
- オーボエとアンサンブルのための8つのカノン
- チェンバロのための3つの前奏曲
  - 2002年のアルバム『Préludes』に収録[4]

- コントラ・ソナタ（1999年）[5]
  - フランツ・シューベルトのピアノ・ソナタD845（1825年）をモチーフとして、前後に「コントラソナタ」の楽章を配したもの。
  - アンドレアス・シュタイアー（フォルテピアノ）により、2009年にCDが発売されている[6]。